# Chucky: Slash & Dash
Chucky: Slash & Dash — мобильная игра в жанре бесконечного раннера 2013 года для устройств iOS, разработанная Slimstown Studios и изданная Universal Studios. Изначально игра должна была выйти не только на iOS, но и на Android. Её релиз состоялся 1 ноября 2013 года.
Slash & Dash — первая игра, посвящённая Чаки, главному антагонисту франшизы «Детские игры». Она получила смешанные, преимущественно отрицательные отзывы.

## Геймплей
В игре есть два протагониста — Чаки и Тиффани, геймплей за которых идентичен.
Slash & Dash напоминает классические бесконечные раннеры вроде Temple Run (2011): игрок проводит пальцем по сенсорному экрану, чтобы изменить траекторию персонажа — для поворота влево или вправо игрок проводит пальцем по экрану в соответствующем направлении; когда игрок проводит пальцем вверх персонаж прыгает, а при смещении пальца вниз — скользит.
Камера расположена позади протагониста, когда тот бежит по фабрике по производству кукол «Хорошего парня» и пытается избежать различных препятствий, таких как конвейерные ленты, вилочные погрузчики, лужи с кислотой или бочки. Иногда камера перемещается вперед, когда персонаж пытается уклониться от объектов позади него. В игре есть возможность убивать патрулирующих фабрику охранников при помощи различного оружия — ножа, тесака, отвертки или молотка. Вместо монет игрок собирает батарейки, которые затем можно использовать для покупки внутриигровых предметов или модификаций.

## Восприятие
| Сводный рейтинг    | Сводный рейтинг |
| Агрегатор          | Оценка          |
| ------------------ | --------------- |
| GameRankings       | 40,00 %         |
| Иноязычные издания |                 |
| Издание            | Оценка          |
| Starburst          | [ 5 ]           |
| TouchArcade        | [ 4 ]           |

Chucky: Slash & Dash получила преимущественно отрицательные отзывы. Согласно GameRankings, её совокупный рейтинг составляет 40%.
Джоэл Харли из Starburst дал игре 3 балла из 10, резюмируя: «„Slash & Dash“ не только уродлива, лишена нововведений и паразитирует на лучших играх, но и наполнена багами и невероятно сложна. Хотя с точки зрения геймплея она идентична играм серии Temple Run, в данном случае это не работает. Она непривлекательна, хаотична и вызывает раздражение». Рецензент посетовал на неотзывчивое управление: «Иногда кажется, что Чаки отвечает на ваши прикосновения по воле случая, а зачастую врезается в стену или охранника, которого вы пытаетесь зарезать».
Дэнни Галлахер из TouchArcade разделил позицию Харли относительно управления и дал игре 2 балла из 5. Он заявил: «Проблема заключается в паршивом оформлении игры… движения кажутся деревянными и не такими плавными, как хотелось бы. Особенно сложно подкрасться к охраннику и нанести удар».